# Dharma (Sebastián Yatra)
Dharma è il terzo album in studio del cantante colombiano Sebastián Yatra, pubblicato nel 2022.

## Tracce
1. Básicamente – 2:25
2. Dharma (with Jorge Celedón and Rosario) – 3:15
3. Modo Avión – 2:51
4. Quererte Bonito (with Elena Rose) – 4:31
5. Tacones Rojos – 3:09
6. Amor Pasajero – 2:31
7. Regresé (with Justin Quiles and L-Gante) – 3:15
8. Si Me La Haces (with Lenny Tavárez and Mariah Angeliq) – 3:08
9. Tarde – 3:06
10. Melancólicos Anónimos – 3:19
11. Las Dudas (with Aitana) – 2:40
12. Adiós – 3:02
13. A Dónde Van (with Álvaro Díaz) – 2:56
14. TBT (with Rauw Alejandro and Manuel Turizo) – 3:59
15. Chica Ideal (with Guaynaa) – 3:03
16. Runaway (with Daddy Yankee and Natti Natasha featuring Jonas Brothers) – 3:22
17. Pareja Del Año (with Myke Towers) – 3:15